# César-François Cassini de Thury
César-François Cassini de Thury (Thury-sous-Clermont, 1714. június 17. – Párizs, 1784. szeptember 4.) francia csillagász és térképész. Egyes források említik Cassini III vagy Cassini de Thury névvel is.

## Élete
Thury-sous-Clermont településen született, Jacques Cassini csillagász és Suzanne Françoise Charpentier de Charmois második fiaként, Giovanni Domenico Cassini olasz-francia csillagász unokájaként. Fia, Jean-Dominique Cassini követte a pályáján és szintén csillagász, illetve térképész lett, egyik unokája, Henri Cassini pedig botanikusként vált ismertté, aki főleg az észak-amerikai fészkesvirágzatú növényfajokat kutatta.
1739-ben lett a Francia Természettudományi Akadémia tagja, ahol 1745-re elérte a teljes jogú tagságot. 1751 januárjában megválasztották a Royal Society tagjának is. 1756-ban átvette apja hivatalát a párizsi csillagászati obszervatóriumban.
1744-ben egy nagyszabású térképészeti vállalkozásba vágott bele, Franciaország topográfiai térképének elkészítésébe, amely mérföldkőnek tekinthető a kartográfia történetében. A teljes, 180 lapból álló térkép elkészültét nem érte meg, azt fia, Jean-Dominique Cassini fejezte be, és a Francia Természettudományi Akadémia adta ki 1793-ban.
Ő tölthette be elsőként a párizsi obszervatórium igazgatói tisztségét, miután a létesítmény 1771-ben, a Francia Természettudományi Akadémiától függetlenné válva önálló intézménnyé alakult.
Legfőbb művei a La méridienne de l’Observatoire Royal de Paris (magyarul: A Párizsi Királyi Obszervatórium meridiánja, 1744), amelyben pontosította az obszervatórium földrajzi koordinátáit; a Description géométrique de la terre (magyarul: A Föld geometriai leírása, 1775) és Description géométrique de la France (Franciaország geometriai leírása, 1784), utóbbit szintén a fia fejezte be.
Fekete himlőben vesztette életét Párizsban, 1784. szeptember 4-én.

## Művei
- La méridienne de l’Observatoire Royal de Paris (1744)
- Description géométrique de la terre (1775)
- Description géométrique de la France (1784)
- César-François Cassini de Thury. Relation d'un voyage en Allemagne. Imprimerie Royale (1775)

## Fordítás
- Ez a szócikk részben vagy egészben  a   César-François Cassini de Thury című angol Wikipédia-szócikk fordításán alapul.  Az eredeti cikk szerkesztőit annak laptörténete sorolja fel. Ez a jelzés csupán a megfogalmazás eredetét és a szerzői jogokat jelzi, nem szolgál a cikkben szereplő információk forrásmegjelöléseként.